# Sư đoàn Bộ binh 87 (Đức Quốc Xã)
Sư đoàn Bộ binh 87, là một sư đoàn bộ binh của Đức Quốc xã được thành lập vào ngày 26 tháng 8 năm 1939 tại Altenburg.

## Sĩ quan chỉ huy
- Trung tướng Bogislav von Studnitz, ngày 26 tháng 8 năm 1939
- Walter Lucht, ngày 17 tháng 2 năm 1942
- Trung tướng Bogislav von Studnitz, ngày 01 tháng 3 năm 1942
- Trung tướng Werner Richter, ngày 22 tháng 8 năm 1942
- Walter Hartmann, ngày 1 Tháng 2 năm 1943
- Trung tướng Mauritz Freiherr von Strachwitz, ngày 22 tháng 11 năm 1943
- Trung tướng Gerhard Feyerabend, tháng 8 năm 1944
- Thiếu tướng Helmuth Walter, tháng 9 năm 1944
- Trung tướng Mauritz Freiherr von Strachwitz, ngày 16 tháng 1 năm 1945